# Escudo de las Islas Turcas y Caicos
El escudo de armas de las Islas Turcas y Caicos fue adoptado en 1965. En estas armas figuran, en un campo de oro: la concha de una caracola, una langosta y un cactus, todos ellos en sus colores naturales. Los soportes del escudo son dos flamencos, también en sus colores naturales. Timbra el escudo un yelmo con burelete y lambrequín de oro y azur, surmontado por una cimera con forma de pelícano situada entre dos plantas de sisal que representan a la industria de fabricación de sogas del país.
El blasón también figura en la Bandera de las Islas Turcas y Caicos y en la Bandera del Gobernador británico que es una bandera del Reino Unido con el escudo de las islas en su parte central, rodeado por dos ramas de laurel.